# Chrysodema danterina
Chrysodema danterina es una especie de escarabajo del género Chrysodema, familia Buprestidae. Fue descrita científicamente por Gigli en 2007.